# The Sims 2: Megnyitottunk – Vár az üzlet!
A The Sims 2: Megnyitottunk – Vár az üzlet! a The Sims 2 videójáték-sorozat harmadik nagy kiegészítő csomagja.

## Újdonságok
Rengeteg új tárgy áll rendelkezésre, egy családi vállalkozás elindítására majd továbbfejlesztésére egy áruházlánccá vagy egy nagy hotellé. A kisgyerekek árulhatnak limonádét a limonádés bódénál. Ekkor jelenik meg legelőször a Befolyás mutató. Ha már meg van nyitva a vállalkozás, alkalmazottakat is fel lehet venni, pl.: pénztáros, eladó, árufeltöltő. Az eladó rá tudja beszélni az embereket, hogy vegyék meg azt a tárgyat, amit néznek. 3 féle pult található a játékban amivel pedál medálok szerezhetők. (Játék készítő, Virágkötő, Robot készítő. ) És végül 2 féle liftet lehet találni az építés módban.

## Vásárlói lojalitás
A vásárlók jókedve a sikeres üzlet legfontosabb feltétele. Ha egy vásárló jól érzi magát az üzletben akkor egy csillag jelenik meg a feje felett és a vásárlói lojalitás nő. Minél nagyobb a vásárlói lojalitás annál jobb helyre sorolják be vállalkozást.